# Dům U Drahomířina sloupu
Dům U Drahomířina sloupu také Šlikovský dům je renesanční dům s barokními interiéry, který stojí na Loretánském náměstí na Hradčanech. Jméno dostal podle sloupu, který před ním stával v 18. století. Sloup připomínal osud kněžny Drahomíry a v r. 1788 byl povalen a rozbit na kousky snad v souvislosti s osvícenským tažením proti pověrám a mystice.

## Historie
Původní středověké budovy (horní při Loretánském náměstí a dolní do dnešního Úvozu) vyhořely při požáru Malé Strany a Hradčan v roce 1541. Horní budova tehdy přiléhala ke gotické hradební zdi. Z této budovy se dochoval gotický sklep v původní uliční čáře - bez později dostavovaného podloubí. V roce 1558 obec spáleniště prodala. V letech 1573–1579 vznikla na dochovaném gotickém sklepení dnešní renesanční stavba včetně loubí (horní dům). Jejím stavebníkem byl Michal Khekh ze Švarzpachu, stavební písař Pražského hradu.
Následující majitel po roce 1579 koupil pozemek zahrady přiléhající k budově z jihu. V roce 1584 koupil dům s přiléhajícím pozemkem Jiří Pichl z Pichlberka, registrátor Říšské dvorské kanceláře. V letech 1591-93 nechal na místě zahrady postavit dolní dům při Úvozu. V roce 1594 přistavěl další patro. V roce 1672 dům koupil Humprecht Jan Černín z Chudenic a rod dům držel až do roku 1718, kdy jej pro zchátralý stav prodali baronu Františku Eduardu Tunclovi. Ten horní dům opravil, dolní přestavěl a interiéry 1. patra nechal vybavit bohatou výzdobou – nástěnnými malbami a štukem. Roku 1725 dům získal František Josef Šlik.
Město Hradčany zde mívalo policejní ředitelství.
Od roku 1948 zde bydlela Hana Benešová, vdova po prezidentu Edvardu Benešovi. Byt se zvláštním vchodem a terasou, celý o rozloze 450 m², platil stát. Také platil řidiče služebního automobilu, hospodyni a komornou. Její pobyt zde připomíná pamětní deska od sochaře Zdeňka Josefa Preclíka. Objednavatel této pamětní desky - Česká obec legionářská se - pro autora "nepochopitelně" - rozhodla nechat ji odlít do plastu.
Budova má 4 křídla kolem středního dvora na lehce lichoběžné parcele ve svažitém terénu. Dvoupatrová šestiosá fasáda s podkrovním 3. patrem do Loretánské ulice si zachovává renesanční ráz díky sdruženým oknům.